# Eddy Temple-Morris
Eddy Temple-Morris, né Edward Owen Kayvan Temple-Morris le 26 avril 1965 à Cardiff, au pays de Galles, est un producteur, DJ, animateur de radio et animateur de télévision britannique. Il présente actuellement une émission entre 10h et 13h sur Virgin Radio UK

## Biographie
Fils de Peter Temple-Morris, désormais baron et pair du Parti conservateur siégeant à la Chambre des lords depuis 1999, Eddy fait ses études au Malvern College, à Malvern dans le Worcestershire.
Avant de rejoindre Xfm, il a présenté l'émission Up for It Live sur MTV, des émissions sur Atlantic 252, BBC Hereford & Worcester, le Pepsi Chart sur Channel 5 et Takeover TV sur Channel 4. Il anime depuis The Remix les vendredis et samedis soir, où il propose des remixs dance de tubes rock. L'émission permet de populariser le mashup en faisant venir certains artistes de la scène tels que Go Home Productions, Freelance Hellraiser, Loo and Placido et Osymyso. Temple-Morris est également le premier à avoir diffusé des titres de Kasabian, de 2 Many DJ's, de Simian Mobile Disco, de Reverend and the Makers, d'Infadels, de Plan B, de Fenech Soler, de Killaflaw et de Justice.
En parallèle, il se produit en tant que DJ au Royaume-Uni et en Europe, mélangeant rock, indie et electro. Ainsi, il fait les premières parties de The Prodigy, Pendulum et Delays pendant leur tournée britannique et anime régulièrement des soirées au Matter, une boîte de Londres. Il réalise aussi un double album avec Tom Bellamy de The Cooper Temple Clause, intitulé Dance Rocks et sorti en avril 2007 sur le label Botchit & Scarper. Beautiful Losers, leur deuxième album, sort en septembre 2010 sur le label Gung Ho! Recordings, comprenant des remixs de Gossip, Rage Against the Machine, The Presets et Placebo.
Il participe également à la création de l'Ibiza Rocks et à la programmation des scènes pour les festivals The Glade, Secret Garden Party, The Big Snow et The Big Reunion, et rédige toutes les semaines une rubrique sur le site Complete Music Update.
En janvier 2010, il devient ambassadeur pour l'association British Tinnitus venant en aide aux personnes victimes d'acouphènes, handicap dont il a souffert pendant une dizaine d'années.